# Ficimia publia

Ficimia publia är en ormart som beskrevs av den kände amerikanske paleonteologen Edward Drinker Cope 1866. Ficimia publia ingår i släktet Ficimia, och familjen snokar.

## Underarter
Arten delas in i följande underarter:
- F. p. publia
- F. p. taylori

## Utbredning
Ficimia publia finns på Yucatan-halvön, från södra Mexico, ner till Belize, Guatemala och Honduras.